# 奥斯托普市镇
奥斯托普市镇（瑞典語：Åstorps kommun）是瑞典南部斯科讷省的一个市镇。其治所位于奥斯托普。